# 埃奇沃思镇
埃奇沃思镇（Edgeworthstown，也叫Mostrim；爱尔兰语：Meathas Troim）是爱尔兰朗福德郡东部的一个镇。
其名来自19世纪居住于此的埃奇沃思家族，理查德·洛弗尔·埃奇沃思、玛利亚·埃奇沃思、弗朗西斯·伊西德罗·埃奇沃思等曾居住于此。此地的爱尔兰语名在当地也有使用，1935年其官方名称一度改为Mostrim，但在1974年又被当地政府改回埃奇沃思镇。